# مغولستان داخلی
منطقه خودمختار مغولستان داخلی (به مغولی: ᠥᠪᠥᠷ ᠮᠣᠩᠭᠣᠯ، Өвөр Монгол، تلفظ: اوبور مُنغول، به چینی: 内蒙古) منطقه‌ای خودمختار در چین است که از سوی شمال با مغولستان و روسیه هم‌مرز است.
جمعیت مغولستان داخلی ۲۳٬۸۴۰٬۰۰۰ نفر است که در حدود ۸۰ درصد از آن‌ها چینی (قوم هان) هستند و مغول‌ها در حدود ۱۷ درصد از جمعیت را تشکیل می‌دهند. مساحت منطقه خودمختار مغولستان داخلی یک میلیون و دویست هزار کیلومتر مربع است که ۱۲ درصد از خاک چین را تشکیل می‌دهد.
منطقه خودمختار مغولستان داخلی در سال ۱۹۴۷ تأسیس شد و مرکز آن شهر هوه‌هوت ولی بزرگ‌ترین شهر آن بائوتو است. مغولستان داخلی ۱۲ شهرستان دارد.
مغولستان داخلی از منابع فراوانی همچون زغال‌سنگ، گاز طبیعی، کرک کشمیری و عناصر کمیاب معدنی برخوردار است. میزان کانی‌های نوبیوم، زیرکونیوم و بریلیوم در این منطقه بیش از هر استان دیگر چین است. خاک‌های کمیاب مغولستان داخلی حدود ۱۵٪ از کل ذخایر زغال‌سنگ جهان را در خود جای داده‌است.
منطقه مغولستان داخلی در طول تاریخ بارها میان کشاورزان چینی و کوچ‌نشینان مغول دست به دست می‌گشت.

## پیشینه
در سال ۶۵۸ پیش از میلاد چندین ایالت در دشت چین شمالی برای ساختن دیواری جهت دفاع از هبئی امروزی در برابر تهاجمات کوچ‌نشینان دست به دست هم دادند و بخشی از مغولستان داخلی را به قلمرو کشاورزی خود ضمیمه کردند. این بخش از مغولستان توسط حاکمان سلسله چین در سده سوم پیش از میلاد ژانگوئو (قلمروهای متخاصم) را به یک امپراتوری تبدیل کردند، به دودمان چین به ارث رسید. برپایی امپراتوری مغول توسط چنگیزخان در قرن سیزدهم اعتبار و تجارت را به مغولستان داخلی نیز گسترش داد.
در طول قرن نوزدهم، فشار جمعیت در جنوب، بسیاری از کشاورزان چینی را در جستجوی زمینی برای کشت به مغولستان آورد. این باعث درگیری با گله‌داران شد که به استقلال مغولستان بیرونی در سال ۱۹۱۲ و خودمختاری اداری برای مغولستان داخلی در سال ۱۹۳۲ منجر شد. مغولستان داخلی شرقی از سال ۱۹۳۳ به عنوان بخشی از ایالت مانچوکوئو توسط ژاپنی‌ها اشغال شد و حکومت ژاپن پس از آن به سمت غرب گسترش یافت و تا سال ۱۹۴۵ ادامه یافت. دهه ۱۹۵۰ شاهد مهاجرت دسته‌جمعی چینی هان به منطقه بود. بسیاری از علفزارها به کشتراز تبدیل شده‌اند و معادن وسیعی در زمین‌های غنی از مواد معدنی مغولستان داخلی آغاز به‌کار کردند.
پس از جنگ جهانی دوم، بخش جنوبی مغولستان به چین ضمیمه شد و به منطقه خودمختار مغولستان داخلی تبدیل شد. از آن زمان، حزب کمونیست چین به تدریج فرهنگ و استقلال قومی جمعیت مغولی منطقه را از بین برده‌است. پکن چینی‌های هان را تشویق کرده‌است که به مغولستان داخلی نقل مکان کنند، به‌طوری‌که اکنون تقریباً جمعیت منطقه، ۶ چینی هان به ازای هر ۱ مغول است.

## وضعیت زبانی
زبان‌های رسمی مغولستان داخلی، چینی و مغولی هستند که زبان مغولی در این منطقه برخلاف کشور مغولستان که از الفبای سیریلیک استفاده می‌کند همان الفبای اصلی مغولی است.
جمعیت زیادی از مغول‌های کشاورز نیز در شرق مغولستان داخلی سکونت دارند. این منطقه دارای بالاترین تراکم جمعیت مغول در سراسر جهان است و نسل‌هایی از انقلابیون، روشنفکران و مقامات مغول از این ناحیه برخاسته‌اند. با وجود این، مغول‌های کشاورز عمدتاً در بازنمایی فرهنگ و هویت مغولی نادیده گرفته می‌شوند و تمرکزها بیشتر بر مغول‌های دامدار است. گویش استاندارد زبان مغولی در مغولستان داخلی که در مدارس سراسر منطقه تدریس می‌شود و در برنامه‌های تلویزیونی نیز استفاده می‌شود، نه از شرق مغولستان داخلی بلکه از منطقه کوچ‌نشینان دامدار شیلیینگول در غرب آمده است.
به گفته فعالان مدنی، زبان مغولی در چین در حال فراموشی است. در سال ۲۰۲۰ میلادی، دولت مرکزی به مدارس مغولستان داخلی دستور داد که هنگام تدریس برخی از دروس، زبان چینی ماندارین را جایگزین مغولی کنند. این دستور اعتراضاتی را برانگیخت، اما یک سال بعد قانونگذاران چین فراتر رفته و مقرراتی را که به مناطق خودمختار اجازه می‌داد به زبان‌های اقلیت‌ها تدریس کنند، لغو کرد. امروزه، مهدکودک‌ها در مغولستان داخلی به‌طور کامل به زبان ماندارین تدریس می‌شوند و به گفته محلی‌ها، تعداد فزاینده‌ای از کلاس‌های دیگر نیز به چینی تدریس می‌شود.

## ولایت‌ها
|    |                                         |            |                 |                      |                                       |            |            |  |  |
|    | نام                                     | چینی       | پین‌یین          | مغولی                | نویسه‌گردانی به لاتین معادل سیریلیک    | جمعیت-۱۳۹۹ | مساحت      |  |  |
| ۱  | آیماق آلشا                              | 阿拉善盟   | Ālāshàn Méng    | ᠠᠯᠠᠱᠠ ᠠᠶᠢᠮᠠᠭ         | Alaša ayimaɣ Алшаа аймаг              | ۲۶۲٬۳۶۱    | ۲۶۷٬۵۷۴٫۰۰ |  |  |
| ۲  | شهر بایان‌نوور (شهر در سطح ولایت)        | 巴彦淖尔市 | Bāyànnào'ěr Shì | ᠪᠠᠶᠠᠨᠨᠠᠭᠤᠷ ᠬᠣᠲᠠ      | Bayannaɣur qota Баяннуур хот          | ۱٬۵۳۸٬۷۱۹  | ۶۵٬۷۵۵٫۴۷  |  |  |
| ۳  | شهر ووهای (شهر در سطح ولایت)            | 乌海市     | Wūhǎi Shì       | ᠦᠬᠠᠢ ᠬᠣᠲᠠ            | Üqai qota Үхай хот                    | ۵۵۶٬۶۲۱    | ۱٬۷۵۴٫۰۰   |  |  |
| ۴  | شهر اوردوس (شهر در سطح ولایت)           | 鄂尔多斯市 | È'ěrduōsī Shì   | ᠣᠷᠳᠣᠰ ᠬᠣᠲᠠ           | Ordos qota Ордос хот                  | ۲٬۱۵۳٬۶۳۸  | ۸۶٬۸۸۱٫۶۱  |  |  |
| ۵  | شهر بائوتو (شهر در سطح ولایت)           | 包头市     | Bāotóu Shì      | ᠪᠤᠭᠤᠲᠤ ᠬᠣᠲᠠ          | Buɣutu qota Бугат хот                 | ۲٬۷۰۹٬۳۷۸  | ۲۷٬۷۶۸٫۰۰  |  |  |
| ۶  | شهر خوخ‌خوت (شهر در سطح ولایت)           | 呼和浩特市 | Hūhéhàotè Shì   | ᠬᠥᠬᠡᠬᠣᠲᠠ             | Kökeqota Хөх хот                      | ۳٬۴۴۶٬۱۰۰  | ۱۷٬۱۸۶٫۱۰  |  |  |
| ۷  | شهر اولانچاب (شهر در سطح ولایت)         | 乌兰察布   | Wūlánchábù Shì  | ᠤᠯᠠᠭᠠᠨᠴᠠᠪ ᠬᠣᠲᠠ       | Ulaɣančab qota Улаанцав хот           | ۱٬۷۰۶٬۳۲۸  | ۵۴٬۴۴۷٫۷۲  |  |  |
| ۸  | آیماق شیلین‌گول                          | 錫林郭勒盟 | Xílínguōlè Méng | ᠰᠢᠯᠢ ᠶᠢᠨ ᠭᠣᠣᠯ ᠠᠶᠢᠮᠠᠭ | Sili-yin Ɣool ayimaɣ Шилийн Гол аймаг | ۱٬۱۰۷٬۰۷۵  | ۲۰۲٬۵۸۰٫۰۰ |  |  |
| ۹  | شهر اولان‌خاد (چیفنگ) (شهر در سطح ولایت) | 赤峰布     | Chìfēng Shì     | ᠤᠯᠠᠭᠠᠨᠬᠠᠳᠠ ᠬᠣᠲᠠ      | Ulaɣanqada qota Улаанхад хот          | ۴٬۰۳۵٬۹۶۷  | ۹۰٬۰۲۱٫۰۰  |  |  |
| ۱۰ | شهر تونگلیاو (شهر در سطح ولایت)         | 通辽布     | Tōngliáo Shì    | ᠲᠦᠩᠯᠢᠶᠣᠤ ᠬᠣᠲᠠ        | Tüŋliyou qota Тонляо хот              | ۲٬۸۷۳٬۱۶۸  | ۵۹٬۵۳۵٫۰۰  |  |  |
| ۱۱ | آیماق خینگان                            | 兴安盟     | Xīng’ān Méng    | ᠬᠢᠩᠭ᠋ᠠᠨ ᠠᠢᠮᠠᠭ         | Hinggan ayimaɣ Хянган аймаг           | ۱٬۴۱۶٬۹۲۹  | ۵۹٬۸۰۶٫۰۰  |  |  |
| ۱۲ | شهر خولون‌بویر (شهر در سطح ولایت)        | 呼伦贝尔市 | Hūlúnbèi'ěr Shì | ᠬᠥᠯᠥᠨ ᠪᠤᠶᠢᠷ ᠬᠣᠲᠠ     | Kölön Buyir qota Хөлөнбуйр хот        | ۲٬۲۴۲٬۸۷۵  | ۲۵۴٬۰۰۳٫۷۲ |  |  |

## کد پلاک خودرو

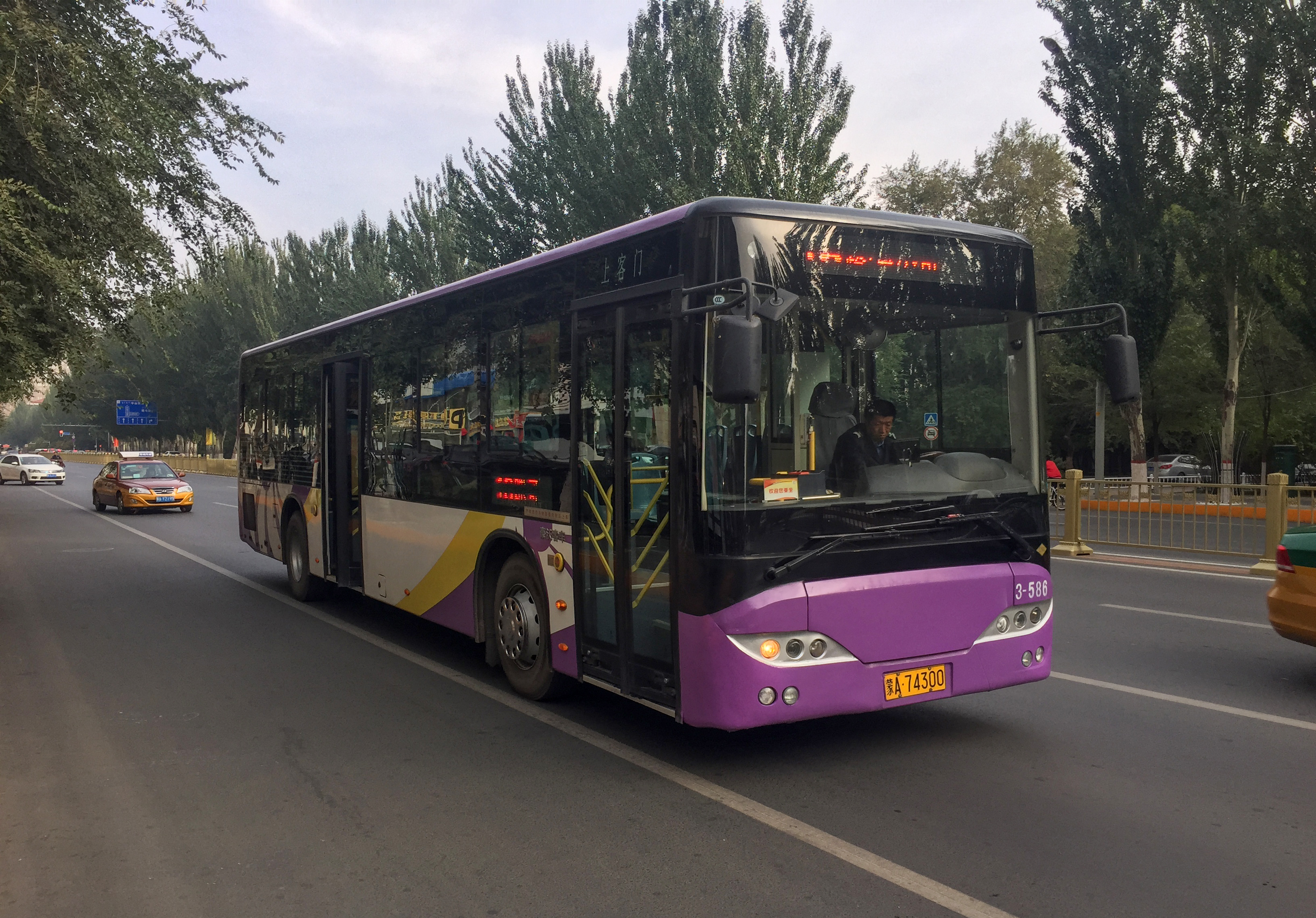
پلاک خودرو اتوبوس متعلق به شهر خوخ‌خوت

در چین، رنگ، اندازه، شمایل، فونت، و سایر جزئیات پلاک خودروها تابع استاندارد ملی می‌باشد. پلاک‌ها در چین، متشکل از یک کد دوحرفی بوده، یه نقطه، و چهار عدد (یا ترکیبی از حرف و عدد، بسته نیاز) دارد. هر استان (و منطقهٔ خودمختار) یک کاراکتر چینی منحصر به‌فرد به عنوان کد دارد. در کنار این کاراکتر، یک حرف لاتین نیز، به عنوان کد هر ولایت (یا هر نوع تقسیم‌بندی زیر-استانی دیگر، بسته به تصمیم پلیس هر استان یا منطقه) تعیین شده است. رنگ پیش‌زمینه هر پلاک و رنگ حروف آن، بسته به نوع ماشین و طبقه‌بندی آن، متفاوت است. رایج‌ترین نوع پلاک، پلاک‌های آبی رنگ با حروف سفید می‌باشند که مختص خودروهای شخصی‌اند. پلاک‌های زرد رنگ با حروف سیاه، مختص خودروهای سنگین بوده، و رنگ‌های دیگری چون سیاه با حروف سفید، سبز با حروف سیاه، و غیره، مخصوص انواع دیگر خودروها می‌باشند.
کد یا کاراکتر منطقه مغولستان داخلی، حرف «蒙» می‌باشد (با تلفظ «مِࣤنگ / Měng»). کدهای زیر-منطقه‌ای پلاک‌های مغولستان داخلی شامل حروف زیر می‌باشد:
| 蒙A | شهر خوخ‌خوت           |
| 蒙B | شهر بائوتو           |
| 蒙C | شهر ووهای            |
| 蒙D | شهر اولان‌خاد (چیفنگ) |
| 蒙E | شهر خولون‌بویر        |
| 蒙F | آیماق خینگان         |
| 蒙G | شهر تونگلیاو         |
| 蒙H | آیماق شیلین‌گول       |
| 蒙J | شهر اولانچاب         |
| 蒙K | شهر اوردوس           |
| 蒙L | شهر بایان‌نوور        |
| 蒙M | آیماق آلشا           |